# Lịch sử hành chính Trung Quốc (1912–1949)
Lịch sử hành chính Trung Quốc (1912–1949) đề cập đến các đơn vị hành chính của chính phủ Trung Hoa Dân Quốc trong thời kỳ cai trị Đại lục.

## Khái quát
Trung Hoa Dân Quốc (THDQ) được thành lập vào năm 1912, chính phủ Quốc dân tiếp tục sử dụng phân cấp hành chính của nhà Thanh, đồng thời chia Nội Mông làm bốn tỉnh và thành lập một số đô thị nằm dưới quyền kiểm soát của trung ương (gọi là trực hạt thị). Sau Thế chiến thứ hai, vùng Mãn Châu được tái sáp nhập vào THDQ, và được chia làm chín tỉnh. Đài Loan và Bành Hồ cũng được trả cho THDQ và tổ chức thành tỉnh Đài Loan. Cho đến thời điểm này, toàn quốc có 35 tỉnh, 12 trực hạt thị, một khu hành chính đặc biệt và 2 địa phương (Mông Cổ và Tây Tạng). Sau khi chính phủ Quốc dân triệt thoái khỏi Đại lục trong Nội chiến Trung Quốc, quyền tài phán của THDQ chỉ giới hạn đến đảo Hải Nam, Đài Loan, Bành Hồ cùng với một số đảo ngoài khơi của Phúc Kiến và Chiết Giang. Hải Nam, Chiết Giang lần lượt rơi vào tay của chính phủ Cộng sản vào các năm 1950 và 1955. Khu vực còn lại được gọi là Khu vực tự do của Trung Hoa Dân Quốc, đề cập trong Hiến pháp. Thông thường, thuật ngữ Khu vực Đài Loan được sử dụng thay cho "Khu vực tự do", trong khi Cộng hòa Nhân dân Trung hoa được gọi là Đại lục.

## Chính phủ Bắc Dương
|  |  |

Chính phủ Bắc Dương (CPBD) sắp xếp lại hệ thống hành chính thời nhà Thanh với 3 cấp:
- Tỉnh (省, shěng)
- Đạo (道, dào)
- Huyện (縣, xiàn)

CPBD tiếp tục chia thêm 4 tỉnh ngoài Nội Mông và các khu vực lân cận (Sát Cáp Nhĩ, Nhiệt Hà, Ninh Hạ, Tuy Viễn). Thành lập thêm hai tỉnh ngoài Tây Tạng (Xuyên Biên (sau đổi thành Tây Khang) được tách từ Kham, Thanh Hải được tách từ Amdo, Ü-Tsang nằm dưới quyền của Đạt-lai Lạt-ma vào thời điểm này và không phải là một phần của bất kỳ tỉnh nào), nâng tổng số tỉnh lên 28.
| Tên đơn vị hành chính                    | Tên đơn vị hành chính | Tên đơn vị hành chính | Giản xưng       | Giản xưng       | Giản xưng       | Thủ phủ              | Thủ phủ         | Thủ phủ         | Ghi chú |
| Âm Hán Việt                              | Hán ngữ               | Bính âm               | Âm Hán Việt     | Hán ngữ         | Bính âm         | Âm Hán Việt          | Hán ngữ         | Bính âm         | Ghi chú |
| Tỉnh (省 Shěng)                          | Tỉnh (省 Shěng)       | Tỉnh (省 Shěng)       | Tỉnh (省 Shěng) | Tỉnh (省 Shěng) | Tỉnh (省 Shěng) | Tỉnh (省 Shěng)      | Tỉnh (省 Shěng) | Tỉnh (省 Shěng) | Tỉnh (省 Shěng) |
| ---------------------------------------- | --------------------- | --------------------- | --------------- | --------------- | --------------- | -------------------- | --------------- | --------------- | --- |
| An Huy                                   | 安徽                  | Ānhuī                 | Hoản            | 皖              | Wǎn             | An Khánh             | 安慶            | Ānqìng          | |
| Chiết Giang                              | 浙江                  | Zhèjiāng              | Chiết           | 浙              | Zhè             | Hàng Châu            | 杭州            | Hángzhōu        | |
| Trực Lệ                                  | 直隸                  | Zhílì                 | Trực            | 直              | Zhí             | Thiên Tân            | 天津            | Tiānjīn         | Vào năm 1914, các khu vực xung quanh Bắc Bình (Bắc Kinh) tách thành Thuận Thiên                                                              |
| Phụng Thiên                              | 奉天                  | Fèngtiān              | Phụng           | 奉              | Fèng            | Thẩm Dương           | 瀋陽            | Shěnyáng        | |
| Phúc Kiến                                | 福建                  | Fújiàn                | Mân             | 閩              | Mǐn             | Phúc Châu            | 福州            | Fúzhōu          | |
| Hắc Long Giang                           | 黑龍江                | Hēilóngjiāng          | Hắc             | 黑              | Hēi             | Tề Tề Cáp Nhĩ        | 齊齊哈爾        | Qíqíhār         | Năm 1914, khu vực Hulunbuir được tách ra, đến năm 1920 thì sáp nhập trở lại.                                                                 |
| Hà Nam                                   | 河南                  | Hénán                 | Dự              | 豫              | Yù              | Khai Phong           | 開封            | Kāifēng         | |
| Hồ Nam                                   | 湖南                  | Húnán                 | Tương           | 湘              | Xiāng           | Trường Sa            | 長沙            | Chángshā        | |
| Hồ Bắc                                   | 湖北                  | Húběi                 | Ngạc            | 鄂              | È               | Vũ Xương             | 武昌            | Wǔchāng         | |
| Cam Túc                                  | 甘肅                  | Gānsù                 | Cam/Lũng        | 甘/隴           | Gān/Lǒng        | Lan Châu             | 蘭州            | Lánzhōu         | |
| Giang Tây                                | 江西                  | Jiāngxī               | Cám             | 贛              | Gàn             | Nam Xương            | 南昌            | Nánchāng        | |
| Giang Tô                                 | 江蘇                  | Jiāngsū               | Tô              | 蘇              | Sū              | Nam Kinh             | 南京            | Nánjīng         | Vào năm 1912, cách khu vực xung quang Nam Kinh được tách thành một tỉnh                                                                      |
| Cát Lâm                                  | 吉林                  | Jílín                 | Cát             | 吉              | Jí              | Thành phố Cát Lâm    | 吉林            | Jílín           | |
| Quảng Tây                                | 廣西                  | Guǎngxī               | Quế             | 桂              | Guì             | Nam Ninh             | 南寧            | Nánníng         | |
| Quảng Đông                               | 廣東                  | Guǎngdōng             | Việt            | 粵              | Yuè             | Quảng Châu           | 廣州            | Guǎngzhōu       | |
| Quý Châu                                 | 貴州                  | Guìzhōu               | Kiềm/Quý        | 黔/贵           | Qián/Guì        | Quý Dương            | 貴陽            | Guìyáng         | |
| Sơn Tây                                  | 山西                  | Shānxī                | Tấn             | 晉              | Jìn             | Thái Nguyên          | 太原            | Tàiyuán         | |
| Sơn Đông                                 | 山東                  | Shāndōng              | Lỗ              | 魯              | Lǔ              | Tế Nam               | 濟南            | Jǐnán           | |
| Thiểm Tây                                | 陝西                  | Shǎnxī                | Thiếm           | 陝              | Shǎn            | Tây An               | 西安            | Xī'ān           | |
| Tân Cương                                | 新疆                  | Xīnjiāng              | Tân             | 新              | Xīn             | Địch Hoa             | 迪化            | Díhuà           | Sau năm 1949, Địch Hoa đổi thành Ürümqi (烏魯木齊)                                                                                           |
| Tứ Xuyên                                 | 四川                  | Sìchuān               | Thục/Xuyên      | 蜀/川           | Shǔ/Chuān       | Thành Đô             | 成都            | Chéngdū         | |
| Vân Nam                                  | 雲南                  | Yúnnán                | Điền            | 滇              | Diān            | Côn Minh             | 昆明            | Kūnmíng         | |
| Địa phương (地方 Dìfāng)                 |                       |                       |                 |                 |                 |                      |                 |                 | |
| Kinh Triệu                               | 京兆                  | Jīngzhào              | Kinh            | 京              | Jīng            |                      |                 |                 | Nay là Bắc Kinh |
| Nội Mông Cổ                              | 內蒙古                | Nèiménggǔ             | Nội Mông        | 內蒙            | Nèiméng         |                      |                 |                 | Nội Mông được chia làm các minh và kỳ. Không rõ thủ phủ chính thức. Vào năm 1913-14, tách ra thành các tỉnh Sát Cáp Nhĩ, Nhiệt Hà, Tuy Viễn. |
| Ngoại Mông Cổ                            | 外蒙古                | Wàiménggǔ             | Ngoại Mông      | 外蒙            | Wàiméng         | Khố Luân             | 庫倫            | Kùlún           | Khố Luân là tên của thành phố Ulaanbaatar trước khi Mông Cổ dành độc lập                                                                     |
| Tây Tạng                                 | 西藏                  | Xīzàng                | Tạng            | 藏              | Zàng            | Lạp Tát (Lhasa)      | 拉薩            | Lāsà            | |
| Thanh Hải                                | 青海                  | Qīnghǎi               | Thanh           | 青              | Qīng            | Tây Ninh             | 西寧            | Xïníng          | |
| Địa khu (區域 Qūyù)                      |                       |                       |                 |                 |                 |                      |                 |                 | |
| A Lặc Thái (Altay)                       | 阿爾泰                | Ā'ěrtài               |                 |                 |                 | Thừa Hóa Tự (Altay)  | 承化寺          | Chénghuàsì      | Bị bãi bỏ và sáp nhập vào Tân Cương năm 1920. Hán ngữ của thủ phủ 承化寺 được đổi thành Ālètài (阿勒泰) sau năm 1949.                        |
| Hô Luân Bối Nhĩ (Hulunbuir)              | 呼倫貝爾              | Hūlúnbèi'ěr           |                 |                 |                 | Hải Lạp Nhĩ (Hailar) | 海拉爾          | Hǎilā'ěr        | Thành lập năm 1915, bị giải thể và sáp nhập vào Hắc Long Giang năm 1920                                                                      |
| Tháp Nhĩ Ba Cáp Thai (Tarbaghatay)       | 塔爾巴哈臺            | Tǎ'ěrbāhātái          | Tháp Thành      | 塔城            | Tǎchéng         | Tháp Thành           | 塔城            | Tǎchéng         | Thành lập năm 1912, bị giải thể và sáp nhập vào Tân Cương năm 1916                                                                           |
| Phủ (府 Fǔ)                              |                       |                       |                 |                 |                 |                      |                 |                 | |
| Nam Kinh                                 | 南京                  | Nánjīng               |                 | 寧              | Níng            |                      |                 |                 | Thành lập vào tháng 1 năm 1912, bị bãi bỏ và sáp nhập vào Giang Tô tháng 2 năm 1912                                                          |
| Thuận Thiên                              | 順天                  | Shùntiān              |                 | 京              | Jīng            |                      |                 |                 | Tách từ Trực Lệ vào tháng 5 năm 1914, đổi tên thành Kinh Triệu vào tháng 10 cùng năm                                                         |
| Đặc biệt hành chính khu (特別區 Tèbiéqū) |                       |                       |                 |                 |                 |                      |                 |                 | |
| Sát Cáp Nhĩ                              | 察哈爾                | Cháhāěr               | Sát             | 察              | Chá             | Trương Viên          | 張垣            | Zhāngyuán       | Tách từ Nội Mông vào năm 1914 Trương Viên được đổi tên thành Trương Gia Khẩu (張家口) sau năm 1949.                                          |
| Xuyên Biên                               | 川邊                  | Chuānbiān             |                 |                 |                 | Khang Định           | 康定            | Kāngdìng        | Đổi tên thành Tây Khang vào năm 1925 |
| Nhiệt Hà                                 | 熱河                  | Rèhé                  | Nhiệt           | 熱              | Rè              | Thừa Đức             | 承德            | Chéngdé         | Tách từ Nội Mông vào năm 1914 |
| Tây Khang                                | 西康                  | Xīkāng                | Khang           | 康              | Kāng            | Khang Định           | 康定            | Kāngdìng        | Đổi tên từ Xuyên Biên vào năm 1925 |
| Tuy Viễn                                 | 綏遠                  | Suīyuǎn               | Tuy             | 綏              | Suī             | Quy Tuy              | 歸綏            | Gūisūi          | Tách từ Nội Mông vào năm 1913 Quy Tuy được đổi tên thành Hohhot (呼和浩特) sau năm 1949                                                      |
| Đông Sảnh                                | 東省                  | Dōngshěng             |                 |                 |                 | Cáp Nhĩ Tân          | 哈爾濱          | Hā'ěrbīn        | Vùng đất dọc theo Đường sắt Đông Trung Quốc, kéo dài từ Mãn Châu Lý, đi qua Cáp Nhĩ Tân, cho đến Tuy Phân Hà.                                |
| Commercial Region (商埠 Shāngbù)         |                       |                       |                 |                 |                 |                      |                 |                 | |
| Giao Áo                                  | 膠澳                  | Jiāo'ào               | Giao            | 膠              | Jiāo            | Thanh Đảo            | 青島            | Qīngdǎo         | Trước đây là nhượng địa của Nhật Bản và Đức. Bãi bỏ và sáp nhập vào Sơn Đông năm 1925                                                        |
| Tùng Hỗ                                  | 淞滬                  | Sōnghù                | Hỗ              | 滬              | Hù              | Thượng Hải           | 上海            | Shànghǎi        | Lãnh thổ tranh chấp. Được thành lập bởi thủ lĩnh Trực hệ Tôn Truyền Phương, không được chính quyền trung ương công nhận.                     |

## Chinh phủ Quốc Dân
| Tên đơn vị hành chính                                 | Tên đơn vị hành chính | Tên đơn vị hành chính | Viết tắt        | Viết tắt        | Thủ phủ                                                                                               | Thủ phủ                                                                                               | Thủ phủ                                                                                               | Ghi chú |
| Âm Hán Việt                                           | Chữ Hán               | Bính Âm               | Âm Hán Việt     | Bính Âm         | Âm Hán Việt                                                                                           | Chữ Hán                                                                                               | Bính Âm                                                                                               | Ghi chú |
| Tỉnh (省 Shěng)                                       | Tỉnh (省 Shěng)       | Tỉnh (省 Shěng)       | Tỉnh (省 Shěng) | Tỉnh (省 Shěng) | Tỉnh (省 Shěng)                                                                                       | Tỉnh (省 Shěng)                                                                                       | Tỉnh (省 Shěng)                                                                                       | Tỉnh (省 Shěng) |
| ----------------------------------------------------- | --------------------- | --------------------- | --------------- | --------------- | --- | --- | --- | --- |
| An Đông                                               | 安東                  | Āndōng                | 安              | Ān              | Thông Hóa                                                                                             | 通化                                                                                                  | Tōnghuà                                                                                               | 1947 created from Manchukuo (originally part of Liaoning)                                                           |
| An Huy                                                | 安徽                  | Ānhuī                 | 皖              | Wǎn             | Cáp Phì                                                                                               | 合肥                                                                                                  | Héféi                                                                                                 | |
| Sát Cáp Nhĩ                                           | 察哈爾                | Cháhāěr               | 察              | Chá             | Trương Viên (Kalgan)                                                                                  | 張垣                                                                                                  | Zhāngyuán                                                                                             | 1928 reformed from a special administrative region Kalgan was renamed Zhangjiakou (張家口) after 1949.              |
| Chiết Giang                                           | 浙江                  | Zhèjiāng              | 浙              | Zhè             | Hàng Châu                                                                                             | 杭州                                                                                                  | Hángzhōu                                                                                              | |
| Phúc Kiến                                             | 福建                  | Fújiàn                | 閩              | Mǐn             | Phúc Châu                                                                                             | 福州                                                                                                  | Fúzhōu                                                                                                | |
| Hắc Long Giang                                        | 黑龍江                | Hēilóngjiāng          | 黑              | Hēi             | Bắc An                                                                                                | 北安                                                                                                  | Běi'ān                                                                                                | 1945 recreated from Manchukuo                                                                                       |
| Hợp Giang                                             | 合江                  | Héjiāng               | 合              | Hé              | Giai Mộc Tư                                                                                           | 佳木斯                                                                                                | Jiāmùsī                                                                                               | 1947 created from Manchukuo (originally part of Kirin)                                                              |
| Hà Nam                                                | 河南                  | Hénán                 | 豫              | Yù              | Khai Phong                                                                                            | 開封                                                                                                  | Kāifēng                                                                                               | |
| Hà Bắc                                                | 河北                  | Héběi                 | 冀              | Jì              | Thanh Uyển                                                                                            | 清苑                                                                                                  | Qīngyuàn                                                                                              | 1928 renamed from Chihli Tsingyuan was renamed to Baoding (保定) after 1949                                         |
| Hồ Nam                                                | 湖南                  | Húnán                 | 湘              | Xiāng           | Trường Sa                                                                                             | 長沙                                                                                                  | Chángshā                                                                                              | |
| Hồ Bắc                                                | 湖北                  | Húběi                 | 鄂              | È               | Wu Xương                                                                                              | 武昌                                                                                                  | Wǔchāng                                                                                               | |
| Hưng An                                               | 興安                  | Xīng'ān               | 興              | Xīng            | Hải Lạp Nhĩ (HaiLar)                                                                                  | 海拉爾                                                                                                | Hǎilā'ěr                                                                                              | 1947 created from Manchukuo (originally part of Heilungkiang) Hailar was renamed to Hulunbuir (呼倫貝爾) after 1949 |
| Nhiệt Hà                                              | 熱河                  | Rèhé                  | 熱              | Rè              | Thừa Đức                                                                                              | 承德                                                                                                  | Chéngdé                                                                                               | 1928 reformed from a special administrative region, 1945 recreated from Manchukuo                                   |
| Cam Túc                                               | 甘肅                  | Gānsù                 | 隴              | Lǒng            | Lan Châu                                                                                              | 蘭州                                                                                                  | Lánzhōu                                                                                               | |
| Giang Tây                                             | 江西                  | Jiāngxī               | 贛              | Gàn             | Nam Xương                                                                                             | 南昌                                                                                                  | Nánchāng                                                                                              | |
| Giang Tô                                              | 江蘇                  | Jiāngsū               | 蘇              | Sū              | Trấn Giang                                                                                            | 鎮江                                                                                                  | Zhènjiāng                                                                                             | |
| Cát Lâm                                               | 吉林                  | Jílín                 | 吉              | Jí              | Cát Lâm                                                                                               | 吉林                                                                                                  | Jílín                                                                                                 | 1945 recreated from Manchukuo                                                                                       |
| Quảng Tây                                             | 廣西                  | Guǎngxī               | 桂              | Guì             | Quế Lâm                                                                                               | 桂林                                                                                                  | Guìlín                                                                                                | |
| Quảng Đông                                            | 廣東                  | Guǎngdōng             | 粵              | Yuè             | Quảng Đông                                                                                            | 廣州                                                                                                  | Guǎngzhōu                                                                                             | |
| Quý Châu                                              | 貴州                  | Guìzhōu               | 黔              | Qián            | Quý Dương                                                                                             | 貴陽                                                                                                  | Guìyáng                                                                                               | |
| Liêu Ninh                                             | 遼寧                  | Liáoníng              | 遼              | Liáo            | Thẩm Dương                                                                                            | 瀋陽                                                                                                  | Shěnyáng                                                                                              | 1929 renamed from Fengtien, 1945 recreated from Manchukuo                                                           |
| Liêu Bắc                                              | 遼北                  | Liáoběi               | 洮              | Táo             | Liêu Nguyên                                                                                           | 遼源                                                                                                  | Liáoyuán                                                                                              | 1947 created from Manchukuo (originally part of Liaoning)                                                           |
| Ninh Hạ                                               | 寧夏                  | Níngxià               | 寧              | Níng            | Ngân Xuyên                                                                                            | 銀川                                                                                                  | Yínchuān                                                                                              | 1928 created from Kansu                                                                                             |
| Nộn Giang                                             | 嫩江                  | Nènjiāng              | 嫩              | Nèn             | Tề Tề Cáp Nhĩ                                                                                         | 齊齊哈爾                                                                                              | Qíqíhā'ěr                                                                                             | 1947 created from Manchukuo (originally part of Heilungkiang)                                                       |
| Sơn Tây                                               | 山西                  | Shānxī                | 晉              | Jìn             | Thái Nguyên                                                                                           | 太原                                                                                                  | Tàiyuán                                                                                               | |
| Sơn Đông                                              | 山東                  | Shāndōng              | 魯              | Lǔ              | Tế Nam                                                                                                | 濟南                                                                                                  | Jǐnán                                                                                                 | |
| Thiểm Tây                                             | 陝西                  | Shǎnxī                | 陝              | Shǎn            | Tây An                                                                                                | 西安                                                                                                  | Xī'ān                                                                                                 | |
| Tây Khang                                             | 西康                  | Xīkāng                | 康              | Kāng            | Khang Định                                                                                            | 康定                                                                                                  | Kāngdìng                                                                                              | 1928 reformed from a special administrative region                                                                  |
| Tân Cương                                             | 新疆                  | Xīnjiāng              | 新              | Xīn             | Địch Hóa (Urumqi)                                                                                     | 迪化                                                                                                  | Díhuà                                                                                                 | Tihwa was renamed Ürümqi (烏魯木齊) after 1949                                                                      |
| Tuy Viễn                                              | 綏遠                  | Suīyuǎn               | 綏              | Suī             | Quy Tuy                                                                                               | 歸綏                                                                                                  | Gūisūi                                                                                                | 1928 reformed from a special administrative region Kweisui was renamed Hohhot (呼和浩特) after 1949                 |
| Tùng Giang                                            | 松江                  | Sōngjiāng             | 松              | Sōng            | Mẫu Đơn Giang                                                                                         | 牡丹江                                                                                                | Mǔdānjiāng                                                                                            | 1947 created from Manchukuo (originally part of Kirin)                                                              |
| Tứ Xuyên                                              | 四川                  | Sìchuān               | 蜀              | Shǔ             | Chengtu                                                                                               | 成都                                                                                                  | Chéngdū                                                                                               | |
| Đài Loan                                              | 臺灣                  | Táiwān                | 臺              | Tái             | Taipei                                                                                                | 臺北                                                                                                  | Táiběi                                                                                                | 1945 annexed from Nhật Bản                                                                                          |
| Thanh Hải                                             | 青海                  | Qīnghǎi               | 青              | Qīng            | Sining                                                                                                | 西寧                                                                                                  | Xīníng                                                                                                | 1928 reformed from an area                                                                                          |
| Vân Nam                                               | 雲南                  | Yúnnán                | 滇              | Diān            | Kunming                                                                                               | 昆明                                                                                                  | Kūnmíng                                                                                               | |
| Đặc biệt hành chình khu (特別行政區 Tèbiéxíngzhèngqū) |                       |                       |                 |                 | | | | |
| Hải Nam                                               | 海南                  | Hǎinán                | 瓊              | Qióng           | Hải Khẩu                                                                                              | 海口                                                                                                  | Hǎikǒu                                                                                                | 1931 Kiung-ai (瓊崖) was planned to create, 1949 created from Kwangtung                                             |
| Đông Tỉnh                                             | 東省                  | Dōngshěng             |                 |                 | Harbin                                                                                                | 哈爾濱                                                                                                | Hā'ěrbīn                                                                                              | 1932 abolished by Manchukuo                                                                                         |
| Uy Haỉ                                                | 威海                  | Wēihāi                |                 |                 | Weihai                                                                                                | 威海                                                                                                  | Wēihāi                                                                                                | 1930 acquired from the United Kingdom, 1945 abolished → Shantung                                                    |
| Địa phương (地方 Dìfāng)                              |                       |                       |                 |                 | | | | |
| Mông Cổ                                               | 蒙古                  | Ménggǔ                | 蒙              | Méng            | Khố Luân (Ulaanbaatar)                                                                                | 庫倫                                                                                                  | Kùlún                                                                                                 | Khuree was renamed Ulaan Bator after the independence of Mongolia                                                   |
| Tây Tạng                                              | 西藏                  | Xīzàng                | 藏              | Zàng            | Lhasa                                                                                                 | 拉薩                                                                                                  | Lāsà                                                                                                  | |
| Special municipalities (直轄市 Zhíxiáshì)             |                       |                       |                 |                 | | | | |
| Quảng Châu                                            | 廣州                  | Guǎngzhōu             | 穗              | Suì             | Jan 1930 created from Kwangtung, Jun merged back. 1947 recreated                                      | Jan 1930 created from Kwangtung, Jun merged back. 1947 recreated                                      | Jan 1930 created from Kwangtung, Jun merged back. 1947 recreated                                      | Jan 1930 created from Kwangtung, Jun merged back. 1947 recreated                                                    |
| Trùng Khánh                                           | 重慶                  | Chóngqìng             | 渝              | Yú              | 1927 created from Szechwan                                                                            | 1927 created from Szechwan                                                                            | 1927 created from Szechwan                                                                            | 1927 created from Szechwan                                                                                          |
| Đại Liên                                              | 大連                  | Dàlián                | 連              | Lián            | 1947 created from Manchukuo (originally part of Liaoning)                                             | 1947 created from Manchukuo (originally part of Liaoning)                                             | 1947 created from Manchukuo (originally part of Liaoning)                                             | 1947 created from Manchukuo (originally part of Liaoning)                                                           |
| Hán Khẩu                                              | 漢口                  | Hànkǒu                | 漢              | Hàn             | 1927 created Wuhan from Hupeh, 1929 renamed to Hankow, 1931 merged back, 1947 recreated               | 1927 created Wuhan from Hupeh, 1929 renamed to Hankow, 1931 merged back, 1947 recreated               | 1927 created Wuhan from Hupeh, 1929 renamed to Hankow, 1931 merged back, 1947 recreated               | 1927 created Wuhan from Hupeh, 1929 renamed to Hankow, 1931 merged back, 1947 recreated                             |
| Harbin                                                | 哈爾濱                | Hā'ěrbīn              | 哈              | Hā              | 1947 created from Manchukuo (originally part of Heilungkiang)                                         | 1947 created from Manchukuo (originally part of Heilungkiang)                                         | 1947 created from Manchukuo (originally part of Heilungkiang)                                         | 1947 created from Manchukuo (originally part of Heilungkiang)                                                       |
| Thẩm Dương                                            | 瀋陽                  | Shěnyáng              | 瀋              | Shěn            | 1947 created from Manchukuo (originally part of Liaoning)                                             | 1947 created from Manchukuo (originally part of Liaoning)                                             | 1947 created from Manchukuo (originally part of Liaoning)                                             | 1947 created from Manchukuo (originally part of Liaoning)                                                           |
| Nam Kinh                                              | 南京                  | Nánjīng               | 京              | Jīng            | 1927 created from Kiangsu                                                                             | 1927 created from Kiangsu                                                                             | 1927 created from Kiangsu                                                                             | 1927 created from Kiangsu                                                                                           |
| Bắc Bình                                              | 北平                  | Běipíng               | 平              | Píng            | 1928 created from Hopeh, Jun 1930 merged back, Dec 1930 recreated. 1949 renamed back to Peking (北京) | 1928 created from Hopeh, Jun 1930 merged back, Dec 1930 recreated. 1949 renamed back to Peking (北京) | 1928 created from Hopeh, Jun 1930 merged back, Dec 1930 recreated. 1949 renamed back to Peking (北京) | 1928 created from Hopeh, Jun 1930 merged back, Dec 1930 recreated. 1949 renamed back to Peking (北京)               |
| Thượng Hải                                            | 上海                  | Shànghǎi              | 滬              | Hù              | 1927 reform Sunghu commercial region to a municipality, created from Kiangsu                          | 1927 reform Sunghu commercial region to a municipality, created from Kiangsu                          | 1927 reform Sunghu commercial region to a municipality, created from Kiangsu                          | 1927 reform Sunghu commercial region to a municipality, created from Kiangsu                                        |
| Tây An                                                | 西安                  | Xī'ān                 | 安              | Ān              | 1933 planned to create Siking (西京), 1947 created from Shensi                                        | 1933 planned to create Siking (西京), 1947 created from Shensi                                        | 1933 planned to create Siking (西京), 1947 created from Shensi                                        | 1933 planned to create Siking (西京), 1947 created from Shensi                                                      |
| Thiên Tân                                             | 天津                  | Tiānjīn               | 津              | Jīn             | 1928 created from Hopeh, 1930 merged back. 1935 recreated                                             | 1928 created from Hopeh, 1930 merged back. 1935 recreated                                             | 1928 created from Hopeh, 1930 merged back. 1935 recreated                                             | 1928 created from Hopeh, 1930 merged back. 1935 recreated                                                           |
| Thanh Đảo                                             | 青島                  | Qīngdǎo               | 青              | Qīng            | 1929 created from Shantung.                                                                           | 1929 created from Shantung.                                                                           | 1929 created from Shantung.                                                                           | 1929 created from Shantung.                                                                                         |